# Полімери

Нейлон

Поліме́ри (від грец. πολύ-, досл. «багато» + грец. μέρος, досл. «частина»; досл. «багатоскладовий») — природні та штучні високомолекулярні сполуки, молекули яких складаються з великої кількості повторюваних однакових або різних атомних угруповань (мономерних ланок), з'єднаних хімічними або координаційними зв'язками у довгі лінійні або розгалужені ланцюги.

## Історичний розвиток хімії полімерів
Термін «полімерія» був уведений в науку Є. Берцеліусом (1779—1848) в 1833 р. для позначення особливого виду ізомерії, при якій речовини однакового складу відрізняються молекулярною масою. Наприклад, етилен і бутилен, кисень і озон. Синтетичні полімери на той час ще не були відомі, а перші згадки про них відносяться до 1838 (полівініліденхлорід) і 1839 (полістирол). Тому такий зміст терміна не відповідає сучасним уявленням.
Деякі полімери імовірно одержували ще в першій половині XIX ст. Це були побічні та небажані на той час продукти «осмолення» основної хімічної реакції. Реакції полімеризації та поліконденсації, які вели до утворення таких продуктів на той час намагалися подавити. Тому для полімерів ще іноді використовують термін «смола».
Хімія полімерів, як наука, виникла лише після створення в 60-х роках XIX ст. російським хіміком О. Бутлеровим (1828—1886) теорії хімічної будови органічних речовин, що дало можливість систематизувати величезний практичний матеріал, накопичений на той час органічною хімією.
Реакція Кучерова заклала основу промислового синтезу складних і простих вінілових ефірів, які використовуються для утворення ряду полімерів (наприклад, полівінілацетату). Вуглеводні ацетиленового ряду також дуже легко полімеризуються з утворенням циклічних вуглеводнів ряду бензолу.

## Загальна характеристика та класифікація
Розмір молекули полімеру визначається ступенем полімеризації n, тобто числом ланок у ланцюзі. Якщо n = 10…20, речовина належить до легких масел. Зі зростанням n збільшується в'язкість, речовина стає воскоподібною, нарешті, при n = 1000 утворюється твердий полімер. Ступінь полімеризації необмежений: він може бути 104, і тоді довжина молекул досягає мікрометрів. Молекулярна маса полімеру дорівнює добутку молекулярної маси мономера та ступеня полімеризації. Зазвичай молекулярна маса перебуває в межах 103 … 3·105. Більша довжина молекул перешкоджає їхньому правильному впакуванню, і структура полімерів варіює від аморфної до частково кристалічної. Частка кристалічності значною мірою визначається геометрією ланцюгів. Чим ближче укладаються ланцюги, тим більш кристалічним полімер стає. Кристалічність, зазвичай, навіть у найкращому разі виявляється недосконала.
Аморфні полімери плавляться в діапазоні температур, яка залежить не тільки від їхньої природи, але й від довжини ланцюгів; кристалічні мають точку плавлення.
В основу класифікації полімерів закладені різні ознаки: походження, склад, методи утворення, структура, галузі використання.
Так за походженням полімери поділяються на:
1. природні або натуральні, до яких відноситься велика група (білки, крохмаль, целюлоза, натуральний каучук, природний графіт та ін.).
2. синтетичні — утворені синтезом з низькомолекулярних речовин — мономерів (поліетилен з етилену, полістирол із стиролу). Це ведуча група, тому що синтез дозволяє цілеспрямовано регулювати склад і властивості.
3. штучні — утворюються з природних полімерів шляхом їхньої хімічної модифікації (наприклад, при взаємодії целюлози з азотною кислотою утворюється нітроцелюлоза).

Природні полімери утворюються в результаті життєдіяльності рослин і тварин й утримуються в деревині, вовні, шкірі. До природних полімерів відносять протеїн, целюлоза, крохмаль, шелак, лігнін, латекс.
Зазвичай природні полімери піддаються операціям виділення очищення, модифікації, при яких структура основних ланцюгів залишається незмінною. Продуктом такої переробки є штучні полімери. Прикладами є натуральний каучук, виготовлений з латексу, целулоїд, що являє собою нітроцелюлозу, пластифіковану камфорою для підвищення еластичності.
Природні та штучні полімери відіграють велику роль у сучасній техніці. Різке зростання виробництва та споживання органічних матеріалів відбулося за рахунок синтетичних полімерів — матеріалів, отриманих синтезом з низькомолекулярних речовин не природних аналогів. Без полімерів уже не може обійтися жодна галузь техніки, тим більше нової. За хімічною структурою полімери поділяються на лінійні, розгалужені, сітчасті та просторові. Молекули лінійних полімерів хімічно інертні відносно одна одної і зв'язані між собою лише силами Ван-дер-Ваальса. При нагріванні в'язкість таких полімерів зменшується і тоді вони здатні зворотно переходити спочатку у високоеластичний, а потім й у в'язкотекучий стан. Оскільки єдиним наслідком нагрівання є зміна пластичності, лінійні полімери називають термопластичними. Не слід уважати, що термін «лінійні» позначає прямолінійні, навпаки, для них більше характерна зубаста або спіральна конфігурація, що надає таким полімерам механічну міцність.
Термопластичні полімери можна не лише плавити, але й розчиняти, тому що зв'язки Ван-дер-Ваальса легко руйнуються під дією реагентів.
Розгалужені (щеплені) полімери міцніші, ніж лінійні. Контрольоване розгалуження ланцюгів служить одним з головних промислових методів модифікації властивостей термопластичних полімерів.
Сітчаста структура характерна тим, що ланцюги зв'язані один з одним, а це сильно обмежує рух і приводить до зміни як механічних, так і хімічних властивостей. Звичайна гума м'яка, але при вулканізації сіркою утворяться ковалентні зв'язки типу S-О, і міцність зростає. Полімер може отримати сітчасту структуру й спонтанно, наприклад, під дією світла, або кисню відбудеться старіння із втратою еластичності та працездатності. Нарешті, якщо молекули полімеру містять реакційні групи, то при нагріванні вони з'єднуються безліччю поперечних міцних зв'язків, полімер виявляється зшитим, тобто здобуває просторову структуру. Таким чином, нагрівання викликає реакції, різко та незворотно, що змінюють властивості, матеріалу, що здобуває міцність і високу в'язкість, стає нерозчинним і неплавким. Внаслідок великої реакційної здатності молекул, яка проявляється при підвищенні температури, такі полімери називають термореактивними. Неважко уявити, що їхні молекули активні не тільки відносно одна одної, але й до поверхонь сторонніх тіл. Тому термореактивні полімери, на відміну від термопластичних, мають високу адгезовану здатність навіть при низьких температурах, що дозволяє використовувати їх як захисні покриття, клеїв і сполучного в композиційних матеріалах.
Термопластичні полімери отримують за реакцією полімеризації. При ланцюговій полімеризації молекулярна маса наростає майже миттєво, проміжні продукти нестійкі, реакція чутлива до присутності домішок і вимагає, як правило, високих тисків. Не дивно, що такий процес у природних умовах неможливий, і всі природні полімери утворилися іншим шляхом. Сучасна хімія створила новий інструмент — реакцію полімеризації, а завдяки йому великий клас термопластичних полімерів. Реакція полімеризації реалізується лише в складних апаратурах спеціалізованих виробництв, і термопластичні полімери споживач одержує в готовому вигляді.
Реакційність молекули термореактивних полімерів можуть утворитися більше простим і природним шляхом — поступово від мономера до димеру, потім до тримеру, тетрамеру і т. д. Таке об'єднання мономерів, їхню «конденсацію», називають реакцією поліконденсації; вона не вимагає ні високої чистоти, ні тисків, але супроводжується зміною хімічного складу, а часто й виділенням побічних продуктів (звичайно водяної пари). Саме ця реакція реалізується в природі; вона може бути легко здійснена за рахунок лише невеликого нагрівання в найпростіших умовах, аж до домашніх. Така висока технологічність термореактивних полімерів надає широкі можливості виготовляти різні вироби на нехімічних підприємствах, у тому числі на радіозаводах.
Незалежно від виду та складу вихідних речовин і способів одержання матеріали на основі полімерів можна класифікувати в такий спосіб: пластики, волокніти, шаруваті пластики, плівки, покриття, клеї.

## Фізичні властивості
Полімери здебільшого аморфні речовини. Довгі ланцюжки та велика молекулярна маса не дозволяють полімерам переходити до рідкого стану (швидше наступає хімічний розпад). Проте при підвищенні температури з полімерами відбуваються зміни — вони розм'якають і стають дуже пластичними. Температура переходу від крихкого стану до пластичного називається температурою склування. Температура склування не є чітко визначеною температурою фазового переходу, а радше вказує на температурний діапазон, у якому відбуваються зміни. При низьких температурах полімери є досить крихкими матеріалами.
Здебільшого використовуються механічні властивості полімерів. При температурі вищій за температуру склування їх неважко пресувати в довільну форму, при застиганні вони зберігають форму й можуть слугувати для інкапсуляції та інших цілей. Проте спряжені полімери дедалі частіше використовуються як
органічні напівпровідники.

## Структура полімерів
Структурні елементи полімерів — макромолекули. Структура макромолекули — це складне поняття, яке включає хімічну будову, довжину й розподіл за довжинами та молекулярними масами, просторове розташування ланок, форму макромолекули. Знання основних параметрів структури дає можливість її регулювати та впливати на властивості.
При розгляді структури полімеру потрібно враховувати:
- будову кінцевих груп, які відрізняються від будови основної ланки, яка повторюється (це суттєво для олігомерів);
- неоднорідність хімічного складу (результат побічних реакцій при утворенні);
- неоднорідність за числом складових ланок, обумовлену статистичним характером протікання реакцій утворення;
- різне просторове розміщення ланок у макромолекулі;
- надмолекулярну структуру.

Геометрія системи - зачеплення полімерноголанцюга із закріпленими кінцями за перешкоду (точка О); - радіуси-вектори кінців ланцюга. Заздалегідь відомо, що топологічне обмеження, збіднюючи набір припустимих конформацій, зменшує ентропію.

Фундаментальна особливість ланцюгових полімерних систем пов'язана із забороною на проходження одна скрізь одну. Фізично ця заборона обумовлена об'ємними взаємодіями. Розгляньмо континуальну стандартну гаусову модель макромолекули, конформація якої задається векторною функцією
{\displaystyle r(s)=\{x(s),\,y(s)\}}, 
де {\displaystyle s} - довжина уздовж ланцюга ({\displaystyle {\textbf {r}}(0)=R_{1},\,\,{\textbf {r}}(s)=R_{N}}). Перш за все постає питання чисто геометричного характеру про спосіб визначення числа оборотів {\displaystyle n} для заданої конформації. 
Величина {\displaystyle W_{n}({\textbf {R}}_{1},{\textbf {R}}_{2},\theta ,N)} - ймовірність того, що N-ланковий ланцюг пройде з {\displaystyle {\textbf {R}}_{1}} до {\displaystyle {\textbf {R}}_{2}}, здійснивши по дорозі {\displaystyle n} обертів навколо перешкоди, дорівнює
{\displaystyle W({\textbf {R}}_{1},{\textbf {R}}_{2},\theta ,N)=P_{N}({\textbf {R}}_{1}-{\textbf {R}}_{2})\varphi _{n}(\theta ,z),}
де {\displaystyle z\equiv 2{\textbf {R}}_{1}{\textbf {R}}_{2}/(Na^{2}),\,\,P_{N}({\textbf {R}}_{1}-{\textbf {R}}_{2})} - гаусовий розподіл для ланцюга без обмежень та
{\displaystyle \varphi _{n}(\theta ,z)=\exp(-z\cos \theta )\int _{-\infty }^{+\infty }I_{|\nu |}\exp[i(2\pi n-\theta )\nu ]\,d\nu ;}
{\displaystyle I} - модифікована функція Беселя. 
Нехай {\displaystyle \theta (s)=\mathrm {arctg} [y(s)/x(s)]} - кут між поточним радіусом-вектором {\displaystyle {\textbf {r}}(s)} та фіксованою віссю {\displaystyle x.} Тоді {\displaystyle {\dot {\theta }}(s)\equiv d\theta (s)/ds} є елементарним поворотом нескінченно малої ділянки {\displaystyle ds} навколо перешкоди, тому
{\displaystyle \int {\dot {\theta }}(s)ds=\int {\frac {x{\dot {y}}-y{\dot {x}}}{x^{2}+y^{2}}}ds=2\pi n+\theta ,}
де крапкою над літерою позначається диференціювання по {\displaystyle s.} Цей вираз можна переписати у вигляді
{\displaystyle \int _{r(s)}{\textbf {A}}({\textbf {r}})d{\textbf {r}}=2\pi n+\theta ,}
де інтеграл береться уздовж контуру ланцюга у заданій конформації {\displaystyle {\textbf {r}}(s),} а векторне поле {\displaystyle {\textbf {A}}({\textbf {r}})} визначене своїми компонентами:
{\displaystyle A_{x}=-y/(x^{2}+y^{2}),\quad \quad A_{y}=x/(x^{2}+y^{2}).}
Функцією Гріна (або пропагатором) розглядуваного полімерного ланцюга називається статистична сума макромолекули, у якої початкова (нульова) ланка зафіксована у точці {\displaystyle x_{0},} кінцева {\displaystyle N} - у точці {\displaystyle x_{N}} та, крім того, на початкову ланку зовнішнє поле не діє, тобто {\displaystyle \varphi (x_{0})=0.} Ця функція позначається
{\displaystyle G{\begin{pmatrix}0|N\\x_{0}|x_{N}\end{pmatrix}}\equiv G_{N}(x_{N}),}
де у останньому записі, застосовуваному для лаконічності, фіксація початкової ланки у точці {\displaystyle x_{0}} мається на увазі. 
Мікростан (тобто конформація ланцюга) задається сукупністю координат усіх намистинок-ланок {\displaystyle \Gamma =\{x_{0},x_{1},...,x_{N}\}} (ланки нумеруються індексами {\displaystyle 0,1,...,N;} через {\displaystyle N+1} позначається повне число ланок у ланцюгу); зв'язаність у ланцюгу визначається гаусовими кореляціями сусідніх намистинок. Нехай на намистинки діє зовнішнє поле, так що у точці {\displaystyle x} ланка набуває додаткову потенційну енергію {\displaystyle \varphi (x).} У цьому випадку статистична вага мікростану {\displaystyle \Gamma } буде виглядати
{\displaystyle \rho (\Gamma )=\exp(-\varphi (x_{0})/T)g(x_{0},x_{1})\exp(-\varphi (x_{1})/T)g(x_{1},x_{2})\exp(-\varphi (x_{2})/T)\cdot \cdot \cdot g(x_{N-1},x_{N})\exp(-\varphi (x_{N})/T).}
Пропагатор, якщо вважати {\displaystyle \varphi (x_{0})=0}  й проінтегрувати по положенням усіх ланок, окрім крайніх,
{\displaystyle G{\begin{pmatrix}0|N\\x_{0}|x_{N}\end{pmatrix}}=\int \prod _{i=1}^{N}[g(x_{i-1},x_{i})\exp(-{\frac {\varphi (x_{i})}{T}})]d^{3}x_{1}\cdot \cdot \cdot d^{3}x_{N-1}.}
Звідси слідує рекурентне співвідношення для пропагатора
{\displaystyle G{\begin{pmatrix}0|N\\x_{0}|x_{N}\end{pmatrix}}=\int G{\begin{pmatrix}0|N\\x_{0}|x_{N}\end{pmatrix}}Q(x_{N},x_{N+1})d^{3}x_{N},}
де через {\displaystyle Q(x',x)} позначається функція Гріна для "полімера" із двома ланками та одним зв'язком, тобто димера:
{\displaystyle Q(x',x)\equiv G{\begin{pmatrix}0|1\\x'|x\end{pmatrix}}=g(x',x)\exp(-{\frac {\varphi (x)}{T}}).}
Попередній вираз може бути записаний скорочено:
{\displaystyle G_{N+1}(x_{N+1})={\widehat {Q}}G_{N}(x_{N}).}
Оператор {\displaystyle {\widehat {Q}},} дія якого визначається виділеною формулою, є перехідним оператором. Можна виписати вираз для ймовірності: 
{\displaystyle W_{n}=\int \delta (\int {\textbf {A}}\,d{\textbf {r}}-\theta -2\pi n)\exp[-\int {\dot {\textbf {r}}}^{2}(s)\,ds]D{\textbf {r}}(s).}
Для {\displaystyle \delta }-функції інтегральне представлення 
{\displaystyle \delta (\xi )=(2\pi )^{-1}\int \exp(i\nu \xi )\,d\nu ;}
тоді
{\displaystyle W_{n}=(2\pi )^{-1}\int W_{\nu }\exp[i\nu (2\pi n+\theta )]\,d\nu ,}
{\displaystyle W_{\nu }=\int \exp\{-\int [{\dot {{\textbf {r}}^{2}(s)+i\nu {\textbf {A}}({\textbf {r}}(s)){\dot {r}}(s)}}]ds\}\,D{\textbf {r}}(s).}
Функція Гріна полімерного ланцюга є аналогічна до квантової частинки. У рамках аналогії останній вираз має цілком зрозумілий зміст - це функція Гріна зарядженої частинки, яка рухається у магнітному полі із векторним потенціалом {\displaystyle {\textbf {A}}({\textbf {r}}).} Як функція координат кінцевої точки вона задовільняє рівнянню Шредінгера
{\displaystyle {\frac {\partial W_{nu}}{\partial N}}-(a^{2}/6)(\nabla _{\textbf {r}}-i\nu {\textbf {A(r)}}^{2})W_{\nu }=\delta (N)\delta ({\textbf {r-R}}_{1}).}
Це рівняння можна отримати із вищевикладеного континуального інтеграла без звернення до квантової аналогії. 
Використовуючи властивості беселевих функцій, можна встановити наступне:
- {\displaystyle \sum _{n=-\infty }^{+\infty }\varphi _{n}(\theta ,z)=1;} (різні знаки {\displaystyle n} відповідають обходам у різних напрямках - по ходу й проти ходу годинникової стрілки) якщо число обходів перешкоди довільне, то це еквівалентно відсутності топологічної обмеженості;
- {\displaystyle 1>\varphi (\theta ,z)>0;} це значить, що {\displaystyle W_{n}<P_{N},} тобто уведення топологічного обмеження зменшує число припустимих конформацій ланцюга;
- {\displaystyle \varphi _{n=0}(\theta ,z)\rightarrow 1} за {\displaystyle z>>1;} це значить, що незачеплений {\displaystyle (n=0)} ланцюг стає вільним за видалення ({\displaystyle z\rightarrow \infty }) від перешкоди на відстань більше гаусового розміру;
- {\displaystyle \varphi _{n\neq 0}(\theta ,z)\rightarrow 0} за {\displaystyle z>>1} - зачеплення {\displaystyle (n\neq 0)} за віддалену перешкоду призводить до сильної зміни числа можливих конформацій ланцюга;
- {\displaystyle \varphi _{n}(\theta ,z)\rightarrow 0} за {\displaystyle n\rightarrow \pm \infty } - зачеплення високого порядку сильно обмежують конформаційний набір ланцюга, тобто ентропійно невигідні.

Дослідження вузлів та зачеплень вимагає відшування ефективного топологічного інваріанту - величини або набору величин, які достатньо легко було б визначити для будь-якої заданої конформації одного топологічного типу й по можливості різні значення для конформацій різних типів. Для задачі про зачеплення двох замкнених полімерних ланцюгів найбільш відомим є так званий топологічний інваріант Гауса {\displaystyle G:} якщо два контури {\displaystyle C_{1},C_{2}} задаються функціями {\displaystyle {\textbf {r}}_{1}(s),{\textbf {r}}_{2}(s),} то
{\displaystyle G(C_{1},C_{2})={\frac {1}{4\pi }}\oint _{C_{1}}\oint _{C_{2}}{\frac {|d{\textbf {r}}_{1}\times d{\textbf {r}}_{2}|{\textbf {r}}_{12}}{|{\textbf {r}}_{12}|^{3}}},\quad \quad {\textbf {r}}_{12}\equiv {\textbf {r}}_{1}-{\textbf {r}}_{2}.}
{\displaystyle G} є алгебричне (узяте із врахуванням напрямку) число перетинів одного з контурів із поверхнею, натягнутою на другий контур. Це топологічий інваріант.

### Хімічна будова
Хімічна будова складової ланки характеризує хімічну будову макромолекули. В залежності від цього полімери поділяються на:
- органічні — головний ланцюг містить атоми C, O, N, Si. У бокові групи можуть входити Н, галогени, які безпосередньо з'єднані з вуглецем або атоми інших елементів безпосередньо не з'єднані з вуглецем головного ланцюга.
- неорганічні — складаються з неорганічних атомів і не містять органічних бокових радикалів.
- елементоорганічні — їхні макромолекули поряд з атомами вуглецю містять неорганічні фрагменти. За складом головних ланцюгів їх поділяють:
  - з'єднання з неорганічними ланцюгами, обрамлені боковими органічними групами;
  - з'єднання, в головному ланцюгу яких знаходяться атоми вуглецю, а бокові групи містять будь-які інші атоми за виключенням азоту, сірки, кисню і галогенів, з'єднаних безпосередньо з атомами вуглецю;
  - з'єднання з органонеорганічними ланцюгами.

### Молекулярна маса
За будовою, тобто, формою макромолекули полімерів поділяються на: лінійні, розгалужені, стрічкові (драбинкові) і просторові (трьохмірні).
Якщо кожну елементарну ланку позначити через А, то макромолекула лінійної будови матиме вигляд:
{\displaystyle ...-A-A-A-...}.
У цьому випадку кожна елементарна ланка пов'язана лише з двома сусідніми і утворюють нерозгалужений ланцюг. Лінійні макромолекули можуть мати зиґзаґоподібну форму або бути закрученими у спіраль. На фізико-механічні властивості лінійного полімеру впливає щільність упаковки макромолекул в одиниці обсягу. При щільнішій упаковці сильніша взаємодія макромолекул сприяє збільшенню міцності та зменшенню розчинності полімеру. Лінійні полімери використовують переважно для виготовлення плівок та волокон (поліетилен, поліаміди).
Розгалужені відрізняються від лінійних тим, що їхні макромолекули мають бокові відгалуження.
Драбинкові полімери складаються з двох ланцюгів поєднаних хімічними зв'язками. Ці полімери мають жорсткіший головний ланцюг — підвищену теплостійкість, більшу жорсткість, нерозчинні в органічних розчинниках (кремнійорганічні полімери).
Просторові або сітчасті полімери утворюються при з'єднанні («зшиванні») макромолекул між собою в поперечному напрямку міцними хімічними зв'язками безпосередньо або через хімічні елементи чи радикали.
За структурою молекулярних ланцюгів в залежності від густоти сітки розрізняють: рідкосітчасті (сітчасті) полімери, які мають пружність (м'які гуми); густосітчасті (просторові) полімери — характерні властивості твердість, підвищена теплостійкість, нерозчинність іноді крихкість (смоли). Просторові полімери лежать в основі створення конструкційних неметалевих матеріалів. До сітчастих відносяться пластинчасті, які мають площинну двомірну будову (наприклад, графіт).

## Параметр розчинності полімеру
У хімії полімерів — параметр, що характеризує розчинність полімеру в даному розчиннику. Для речовин низької молекулярної маси, величина параметра розчинності часто оцінюється за ентальпією випаровування. Для полімерів її звичайно вибирають так, щоби при цьому значенні параметра розчинності розчинника утворювався розчин з максимальною характеристичною в'язкістю або максимальним набряканням полімерної сітки. Параметр розчинності звичайно виражається у (кал см–3)1/2 або, переважно, (Дж см–3)1/2.

## Деградація полімерів
Деградація полімеру - це зміна властивостей: міцності, кольору, форми або молекулярної маси полімеру або виробу на його основі під впливом одного або декількох факторів навколишнього середовища, таких як тепло, світло та наявність певних хімічних речовин кисню та ферментів. Ця зміна властивостей часто є результатом розриву зв’язку в полімерній основі (розрив ланцюга), що може статися на кінцях ланцюга або у випадкових положеннях ланцюга.
Хоча такі зміни часто є небажаними, у деяких випадках, таких як біодеградація та переробка, вони можуть бути призначені для запобігання забрудненню навколишнього середовища. Деградація також може бути корисною в біомедичних умовах. Наприклад, сополімер полімолочної кислоти та полігліколевої кислоти використовують у швах, що гідролізуються, які повільно руйнуються після їх нанесення на рану.
Сприйнятливість полімеру до розкладання залежить від його структури. Епоксиди та ланцюги, що містять ароматичні компоненти, особливо схильні до ультрафіолетового розкладання, тоді як поліефіри - до гідролізу. Полімери, що містять ненасичений кістяк, руйнуються через озоновий крекінг. Полімери на основі вуглецю більш схильні до термічного розкладання, ніж неорганічні полімери, такі як полідиметилсилоксан, і тому не ідеальні для більшості високотемпературних застосувань.
Розпад поліетилену відбувається шляхом випадкового поділу - випадкового розриву зв’язків, які утримують атоми полімеру разом. При нагріванні вище 450°C поліетилен розкладається з утворенням суміші вуглеводнів. У разі розщеплення на кінці ланцюга мономери виділяються, і цей процес називають розпаковуванням або деполімеризацією. Який механізм домінує, буде залежати від типу полімеру та температури; загалом, полімери, у яких немає повторюваної одиниці або мають один невеликий заступник, розкладаються шляхом розщеплення випадковою ланцюгом.
Сортування полімерних відходів для цілей вторинної переробки може бути полегшено шляхом використання ідентифікаційних кодів смоли, розроблених Товариством промисловості пластмас для визначення типу пластику.

### Стабілізація
В якості світлостабілізаторів на основі макрогетероциклічних речовин можуть використовуватися гаксаазациклани.

## Застосування
Полімерні матеріали мають комплекс характеристик, які при вмілому їхньому використанні забезпечують ефективні експлуатаційні властивості виробів і рентабельність їхнього виробництва. До основних переваг полімерів відносять:
- високу технологічність, завдяки якій з виробничого циклу можна вилучити трудомісткі та коштовні операції механічної обробки виробів;
- мінімальну енергомісткість, обумовлену тим, що температура переробки цих матеріалів становить, як правило, 150—250 °C, що значно нижче ніж у металів та кераміки;
- можливість отримання за один цикл формування відразу декілька виробів, у тому числі складної конфігурації, а при виробництві погонажних виробів вести процес на великих швидкостях;
- практично всі процеси переробки автоматизовані.

Унаслідок перелічених особливостей полімери отримали виключно широке розповсюдження і ефективно використовуються практично в усіх галузях світового господарства.

Речовини, що є транспортними центрами у полімерних матрицях із електронами

Апарати "Ксерокс", лазерні принтери й інші електрофотографічні пристрої в якості основного активного елемента використовують органічні полімерні фоторецептори. Ці фоторецептори складаються з двох полімерних шарів: фотогенераційного й транспортного. Фоторегенераційний шар, нанесений на електропровідну підставку, являє собою дисперсію пігменту у зв'язуючому полімері, а транспортним шаром є аморфний полімер-діелектрик, який містить електронно-транспортні центри. Принцип роботи таких фоторецепторів полягає у наступному. Коронним розрядом поверхня транспортного шару заряджається негативно. При експонуванні зразка через оригінал-маску в освітлених ділянках фоторецептора відбувається поглинання фотонів у генераційному шарі, що супроводжується утворенням електрон-діркових пар. При цьому вільні дірки інжектуються до транспортного шару, дрейфують через нього в електричному полі й розряджають поверхню транспортного шару. В результаті на його поверхні утворюється рельєф потенціалу (приховане електростатичне зображення), який повторює просторовий розподіл оптичного поглинання оригінала-маски. Заряди повинні пройти увесь шар до поверхні, при цьому мова йде саме про електронний транспорт, який не супроводжується перенесенням маси. Кількісною характеристикою цього процесу є час прольоту заряду через транспортний шар. Час прольоту є критичним параметром, який визначає швидкодію усього апарату, оскільки цей час повинен бути менший, ніж часовий інтервал між стадіями експонування й прояву, який складає частки секунди. Перенесення заряду між сусідніми транспортними центрами у процесі дрейфу через плівку - редокс-реакція між нейтральною молекулою та її катіон-радикалом (при транспортуванні дірок) або аніон-радикалом (при транспортуванні електронів). При цьому перенесення може відбуватися між частинками, які знаходяться на відстані 20 ангстрем. 
Полімери, у яких рухомість носіїв заряду може бути виміряна прямим часопролітним методом, діляться на групи:
1) молекулярно допіровані полімери, наприклад ароматичні аміни (трифеніламін, тритоліламін й ін.) у поліетерах; 
2) карболанцюгові полімери із хромофорними ароматичними боковими замісниками, наприклад полівінілкарбазол й поліепоксипропілкарбазол; 
3) полімери із транспортними центрами у основному ланцюгу, такі як полігідроксиаміноетери;
4) {\displaystyle \sigma ,\pi }-спряжені полімери (полісілілени, поліфеніленвінілени тощо).
Розробляються різні добавки, які збільшують рухомість носіїв заряду у матеріалах активних шарів. 
Полімери використовуються у біосенсорах. 
Основними виробниками полімерів є США, Японія, Німеччина, Корея, Китай.
Близько 90 % усього виробництва полімерних матеріалів приходиться на декілька різновидів великотоннажних полімерів. Випуск поліолефінів, поліетилену низької та високої щільності (ПЕНЩ та ПЕВЩ) та поліпропілену (ПП), становить від 35 до 45 % загальної кількості об'єму виробництва, від 11 до 20 % — частка полівінілхлориду (ПВХ), 9- 13 % припадає на полістирольні полімери, від 2 до 7 % — на поліаміди. До 4 % характеризується частка епоксидних смол, ненасичених поліефірів, поліетилентерефталата (ПЕТФ), полікарбонату (ПК), поліацеталей.
У гірничій справі і дотичних галузях полімерні реаґенти застосовують при флокуляції, збагаченні корисних копалин, заводненні родовищ нафти, підготовці бурових розчинів, спеціальних тверднучих речовин в'яжучих матеріалів тощо.

## Сировинна база виробництва полімерів
На початку розвитку галузі основною сировиною були продукти переробки вугілля (продукти коксування і газифікації кам'яного вугілля). Сучасне виробництво полімерів базується на вуглеводнях — продуктах переробки нафти, попутного і природного газу. Доля цього виду сировини становить близько 90 %, доля продуктів переробки вугілля — 9—10 %, а доля рослинної сировини — лише 1 %. Вартість сировини в собівартості виробництва полімерів становить 70—80 %.
Основною сировиною для виробництва полімерів є мономери — вуглеводневі гази різних джерел (природні та попутні нафтові гази, гази нафтопереробки). Вони є продуктами основного органічного синтезу і відносяться до різних гомологічних рядів:
- парафінів — метану, етану, пропану, бутану і пентанів; вуглеводні цієї групи зустрічаються у природному і попутному нафтовому газі, а також утворюються при термічних і каталітичних процесах переробки нафти, вугілля та інших горючих копалин;
- олефінів — етилену, пропілену, бутилену — утворюються при термічних і каталітичних процесах переробки нафти, а також при піролізі і гідруванні вуглеводневих газів групи парафінів;
- діолефінів; головними представниками цього ряду, які мають велике практичне значення, є бутадієн і ізопрен. Вони найбільш економічно утворюються при дегідруванні вуглеводнів групи А і Б;
- ацетилена — одержують крекінгом або піролізом вуглеводнів парафінового ряду.
- циклічні іміди ди- й тетракарбонових кислот є високоактивними мономерами й можуть бути використані у реакціях поліконденсації, міграційної полімеризації, циклоприєднання. Утворювані при цьому полімери ланцюгової або циклічної будови мають цікаві властивості[7].

Мономери використовують для синтезу проміжних продуктів (напівпродуктів), наприклад фенолу, аніліну, метанолу, етилового спирту, бутадієну, стиролу, вінілацетилену, формальдегіду та ін. Далі відповідною переробкою напівпродуктів з них одержують складніші органічні речовини — синтетичні смоли, пластики, каучуки та ін.
Основний органічний синтез базується на обмеженому числі вихідних сполук — продуктів переробки нафти і газу. Це в першу чергу етилен, пропілен, бутилен. Приблизно половина етилену, що виготовляється, використовується на одержання поліетилену; з решти виробляють етиленоксид, стирол, вінілхлорид, вінілацетат — мономери великотоннажних полімерів. З пропілену одержують поліпропілен (20 %), пропіленоксид (15 %), акрилонітрил (20 %), ізопропілбензол, спирти, в тому числі фенол (40 %), епіхлоргідрин, метакрилати.
Ароматичні вуглеводні до 50-х років одержували з коксохімічної сировини. Зараз такі продукти, як бензол, толуол, ксилол, одержують з нафтової сировини шляхом крекінгу, дегідрогенізації нафтенових вуглеводнів або циклізацією парафінових вуглеводнів. Далі з них одержують цілий ряд мономерів, наприклад, з бензолу — фенол, малеіновий ангідрид, і стирол, із ксилолу — шляхом окислення терефталеву кислоту, із нафталіну — фталевий ангідрид і т. д.
За використання йодиду самарію(ІІ) в якості реагенту у хімії високомолекулярних сполук може бути отриманий ряд нових функціональних полімерів, формування зв'язку {\displaystyle \mathrm {Si-Si} } під дією {\displaystyle \mathrm {SmI_{2}} .} Механізм реакцій за участі {\displaystyle \mathrm {SmI_{2}} } є ступеневим йон-радикальним, який включає перенесення електрона від {\displaystyle \mathrm {SmI_{2}} } до органічного субстрату {\displaystyle \mathrm {A-B} } із утворенням аніон-радикалу, який згодом димеризується або розщеплюється на аніон та радикал, при цьому останній може далі реагувати різним чином.